# S. Pellegrino
S. Pellegrino è un marchio di acqua minerale italiana di proprietà di Sanpellegrino S.p.A., facente parte del gruppo Nestlé Waters. L'acqua S. Pellegrino sgorga a San Pellegrino Terme, in provincia di Bergamo, a 358 metri sul livello del mare.

## Storia
L'esistenza della fonte di S. Pellegrino è nota dall'Alto Medioevo: si documenta che anche Leonardo da Vinci, nel viaggio compiuto tra il 1482 e il 1512 nella Val Brembana, per effettuare uno studio sui corsi d'acqua lombardi per conto di Ludovico il Moro ebbe modo di menzionarle e disegnò una carta dell'intera valle.
L'acqua minerale naturale sgorga da tre sorgenti vicine tra loro (Palazzolo, Salaroli, e Fonte Vecchia): l'acqua imbottigliata da Sanpellegrino S.p.A. sgorga dalla sorgente Salaroli.
Le prime analisi dell'acqua da parte di esperti nel settore vengono effettuate nel 1748 ma le potenziali proprietà positive erano conosciute già dai tempi di Leonardo da Vinci. Nel XIII secolo, infatti, i medici di tutto il Nord Italia consigliavano ai propri pazienti di recarsi alla fonte della Val Brembana per curarsi. Queste proprietà hanno attirato visitatori nel corso degli anni con un boom all'inizio del '900 che ha reso San Pellegrino Terme un luogo di villeggiatura, portando all'edificazione del Casinò, delle Terme e del Grand Hotel.
Un trattato del 1839 cita le acque di San Pellegrino indicandole come consigliabili per le persone affette da malattie dei reni e delle vie urinarie.
Il processo di imbottigliamento dell'acqua si ha a partire dal 1899, anno di nascita della Società Anonima delle Terme, che favorisce l'inizio della produzione industriale e dell'esportazione, con 5 562 bottiglie delle 35 343 prodotte durante questa annata dedicate al mercato estero.
A partire dal 1908 la rete di distribuzione si estende oltre le principali città europee arrivando a Shanghai, Calcutta, al Cairo, a Tangeri, in Brasile, negli Stati Uniti, in Perù e a Sydney.
Inizialmente la produzione era fatta totalmente a mano, gradualmente si inizia un processo di meccanizzazione che impiegava, nello specifico, un'équipe tutta femminile. La prima macchina viene introdotta nel 1930 e la produzione cresce numericamente. Successivamente cominciano anche i processi di imballaggio per le spedizioni nei paesi della distribuzione. Nel 1961 viene costruito lo stabilimento di San Pellegrino Terme, che oltre all'acqua minerale imbottiglia anche altre bevande con il marchio Sanpellegrino.

## Caratteristiche idrogeologiche della fonte
L'acqua assume la sua particolare composizione minerale grazie al contatto con i diversi tipi di roccia che incontra durante il suo percorso sotterraneo.
La zona di ricarica della fonte, ovvero la zona dove si infiltrano le precipitazioni atmosferiche, è situata in una zona disabitata a una quota compresa tra i 1200 e i 1300 metri sul livello del mare. L'acqua segue poi un processo di infiltrazione attraverso le fessure dello strato di dolomia per diverse centinaia di metri, fino a intercettare il successivo deposito calcareo. Qui il flusso cambia direzione, seguendo un percorso orizzontale attraverso le rocce calcaree; l'aumento di temperatura che si verifica durante l'infiltrazione per via del gradiente geotermico, fa disciogliere nell'acqua i minerali presenti nello di rocce evaporitiche, prevalentemente composte da solfato di calcio. Nell'ultima fase del suo percorso l'acqua presenta una temperatura stabile di 26 °C (sia d'estate, sia d'inverno), grazie all'isolamento dall'ambiente esterno.

## Caratteristiche chimico-fisiche
Da un punto di vista chimico l'acqua S.Pellegrino può essere considerata un'acqua solfato-bicarbonato-alcalino terrosa.
| Data Analisi                           | 18 giugno 2015                  |
| Analizzata da                          | Università degli Studi di Pavia |
| Temperatura alla sorgente (C°)         | 20,7                            |
| Concentrazione Ioni Idrogeno           | n.d.                            |
| Residuo fisso a 180 °C                 | 854                             |
| Conduttività a 25 °C (µS/cm)           | 1 078                           |
| Durezza (°F)                           | n.d.                            |
| Anidride carbonica libera (mg/L)       | n.d.                            |
| Ossigeno disciolto (mg/L)              | n.d.                            |
| Ossidabilità (mg/L)                    | n.d.                            |
| Sostanze disciolte in un litro d'acqua | mg/L                            |
| Calcio (Ca++)                          | 164                             |
| Magnesio (Mg++)                        | 49,5                            |
| Sodio (Na+)                            | 31,2                            |
| Potassio (K+)                          | 2,2                             |
| Bicarbonato (HCO3-)                    | 243                             |
| Solfato (SO4--)                        | 402                             |
| Cloruro (Cl-)                          | 49,4                            |
| Nitrato (NO3-)                         | 2,9                             |
| Fluoruro (F-)                          | n.d.                            |
| Litio (Li+)                            | n.d.                            |
| Stronzio (Sr++)                        | 2,7                             |
| Nitriti (NO2-)                         | < 0,002                         |
| Ammonio (NH4+)                         | n.d.                            |
| Ioduro (I-)                            | n.d.                            |
| Bromuro (Br-)                          | n.d.                            |
| Silice (SiO2)                          | 7,1                             |
| Idrogeno Solforato                     | n.d.                            |
| Grado solfidrometrico (H2S)            | n.d.                            |

## La bottiglia
Elemento distintivo nella produzione della linea di acqua minerale da parte di Sanpellegrino è il legame con l'origine storica di tale prodotto; per questo motivo il packaging delle bottiglie ha mantenuto nel corso del tempo alcuni elementi che fanno riferimento al legame storico sia con il territorio sia con le prime produzioni.
È possibile suddividere i prodotti in commercio attualmente in due macro categorie: Gamma Vetro e Gamma PET.

### Gamma vetro
Le bottiglie di acqua minerale S.Pellegrino si caratterizzano per una forma rimasta nell'ultimo secolo fedele all'originale. Il prodotto si riconosce per quattro elementi chiave:
1. Modello "Vichy": la forma allungata inventata per le prime bottiglie del 1899 viene così denominata in ricordo dell'epoca in cui il paese di San Pellegrino era noto come "la Vichy d'Italia"[24] per l'attività delle sue terme;
2. la stella rossa: presente sia sul tappo sia sull'etichetta frontale, è un antico simbolo dell’Italia e dei prodotti in esportazione che, tra Ottocento e Novecento, venivano così contrassegnati come prodotti di qualità[25];
3. Il bollo: sul collo della bottiglia l'etichetta presenta ancora la raffigurazione del Casinò di San Pellegrino Terme, uno degli elementi storici del territorio, corredata con la data di fondazione del marchio e della Società Anonima delle Terme[26];
4. L'etichetta: si contraddistingue per la particolare filigrana bianca e blu che richiama lo stile Belle Époque della loro creazione[26].

### Gamma PET
Prodotte nella stessa forma Vichy delle originali in vetro, sono studiate perché l’effervescenza e il perlage siano gli stessi della gamma in vetro. Questo è reso possibile anche dall'introduzione della tecnologia "coating", che consiste nel rivestire internamente le bottiglie PET con un film particolare e sottilissimo, che funziona come barriera alla fuoriuscita di anidride carbonica e ne preserva le qualità anche in situazioni climatiche particolarmente difficili. Introdotte verso la fine degli anni '90, inizialmente erano disponibili solo nel formato standard da 5 decilitri che richiama in tutto l'aspetto delle classiche Vichy in vetro; dal 2006 vengono realizzate due nuove versioni: la 3,3 decilitri, più innovativa nella forma ma caratterizzata dall'etichetta classica e dalla stella rossa, e la 7,5 decilitri, presente esclusivamente nella grande distribuzione.

### Edizioni speciali
Negli anni la classica bottiglia S.Pellegrino è stata spesso oggetto di rivisitazioni e special edition; è possibile identificare tre categorie che suddividono le occasioni per le quali sono nate queste particolari edizioni, alcune realizzate per la gamma vetro e altre per la PET: collaborazioni con altri esempi di italianità nel mondo, partenariati ed eventi internazionali che hanno coinvolto San Pellegrino e infine Celebrazioni della storia aziendale.

#### Collaborazioni

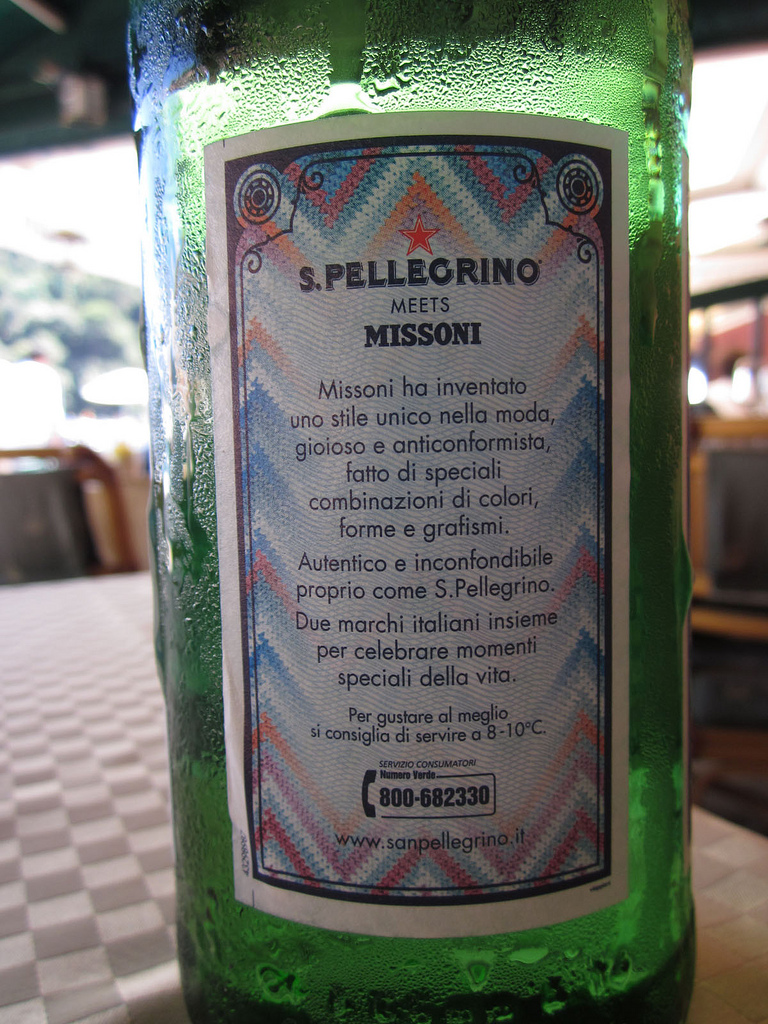
Sanpellegrino meets Italian Talents: Missoni

- 2010 - 2011 - 2013, Sanpellegrino meets Italian Talents: progetto nato nel 2010 per creare sinergie con altri esponenti del prestigio italiano all'estero, presenti e riconosciuti a livello internazionale come esempi di tradizione e italianità. Durante questi tre anni sono state coinvolte tre diverse aziende e icone del lusso italiane, che hanno caratterizzato l'etichetta delle singole bottiglie di acqua; nello specifico e in ordine cronologico: Missoni[31][32], Bulgari[33][34] e infine, un tributo a Luciano Pavarotti[35][36];
- 2012, Live in italian: On the Go: Fiat 500; iniziativa studiata per le bottiglie PET da 500 mL, si tratta di un'app scaricabile per iPhone, iPad e Facebook alla quale è possibile accedere attraverso il codice QR posto sull'etichetta delle bottiglie e che permette di accedere a un archivio di ricette e itinerari italiani[37][38][39];
- 2013, Practice the Art of Fine Food: Alessi[40][41];
- 2014, Share the Italian Passion: Ducati; internazionale realizzato insieme alla casa motociclistica che permette di scoprire itinerari italiani attraverso l'app "The Sparkling Italian Experience"[42][43];
- 2010 - 2014, Star du Festival de Cannes: ogni anno viene ideata una speciale etichetta in omaggio all'edizione corrente del Festival; in particolare nel 2012, per celebrare i 65 anni dell'evento, Sanpellegrino realizza la versione "Hommage a la Dolce Vita"[44][45][46][47][48][49];
- 2015, Expo Milano 2015[50][51][52].

#### Ricorrenze
- 2005, arrivano a quota 500 milioni le bottiglie S.Pellegrino vendute in tutto il mondo[53][54][55][56];
- 2009, ricorre il 110º anniversario dalla fondazione della Società Anonima delle Terme: viene realizzata una particolare etichetta ricca di dettagli argento[57][58];
- 2009 - 2012, vengono realizzate edizioni speciali per il The World's 50 Best Restaurants sia per S. Pellegrino sia per Acqua Panna, dalla versione totalmente bianca che evidenzia il logo dei due prodotti a quella trasparente con serigrafia del Casinò di San Pellegrino Terme[59][60].